# Igreja da Santa Casa da Misericórdia de Valadares
A Igreja da Misericórdia de Valadares, ou Igreja da Santa Casa da Misericórdia de Valadares, é uma igreja localizada em Valadares, na atual freguesia de Messegães, Valadares e Sá, no município de Monção, em Portugal.
A igreja foi construída nos séculos XVII e XVIII, com elementos Barrocos e Neoclássicos.
A Igreja da Misericórdia de Valadares não se encontra atualmente classificada em termos arquitetónicos.